# Бенефиций
Бенефиций (на латински: beneficium – благодеяние) е условно – временно или пожизнено – поземлено владение през Ранното средновековие в Западна Европа. Отпуска се на васал от краля, сеньора или майордома в замяна на военна или административна служба в негова полза. Води началото си от Франкската държава. Този вид владения се появяват след поземлената реформа предприета от Карл Мартел и способства за появата на нова обществена прослойка от професионални войни – рицари. През IX–XI век се превръща в наследствена феодална собственост – феод или лен.
С течение на времето понятието започнало метонимично да означава заемания пост и свързаните с него приходи.
В църковната терминология и в каноничното право бенефицият обозначавал приходите, свързани с конкретно пасторство или капелания.